# 16731 Міцумата
16731 Міцумата (16731 Mitsumata) — астероїд головного поясу, відкритий 17 квітня 1996 року.
Тіссеранів параметр щодо Юпітера — 3,632.